# 4 Librae
4 Librae är en blåvit stjärna i huvudserien i stjärnbilden Vågen.
4 Librae har visuell magnitud +5,73 och är synlig för blotta ögat vid god seeing. Den befinner sig på ett avstånd av ungefär 500 ljusår.